# Večićko polje
Večićko polje je relativno prostrana zaravan na riječnim nanosima pri ušću Cvrcke u Vrbanju, na nadmorskoj visini oko 320 m.

## Zemljopis
Vrbanja razdvaja ovo polje od  „ravnica“ (310 m) iza Vrbanjaca, a oko Bosanke. To su Bare (na njenoj desnoj obali) i Luke (na lijevoj). Središnji dio polja je oko Večića. Uokviruju ga Vrbanja, Cvrcka i sjeveroistočne padine Čemernice, tj. njhovih uzvisina: Brižine (373 m n/v), u vijencu Klinića brda (650 m n/v) i Bajrića brda (460 m n/v) na padini Doca.  Uzvodno, uz Vrbanju,  nastavlja se u usku dolinsku livadu Vrhpolja koje odvaja Jelički potok koji se ulijeva u Vrbanju.  Na spomenutom podbrđu su naseljena mjesta Večići, Hanifići, Draguljići i Marjenovići.

## Povijest
Večićko polje je oduvijek imalo egzistencijalni značaj za lokalno stanovništvo. Najprije je bilo izvor osnovnih prihoda od poljoprivrede i ostalih djelatnosti lokalnog stanovništva koje se mogu razvijati na plodnim riječnim nanosima. U davnoj i nedavnoj prošlosti bilo je značajno i za opstanak država Bosne i Bosne i Hercegovine.

### Osmanlijsko doba
U davnoj prošlosti, Večićko polje je bilo poprište velike bitke za obranu Bosne od najezde Osmanlija.  Tada su se oko Mlâvâ,  plićaka i gaza na Vrbanji (između Večića i Vrbanjaca)  sukobila osmanlijska vojska s braniteljima Bosne – probosanskm snagama iz gotovo cijele tadašnje države, nakon povlačenja pred nadmoćnim neprijateljem. Prema povijesnome kontekstu, to je bilo oko 1463., tj.  pada Bosne pod osmanlijsku okupaciju, u borbama za obranu srednjovjekovne utvrde Kotora. Zahvaljujući tome, ovaj grad (današnji Kotor-Varoš) pao je tek 56 godina nakon toga.
Bitka na Večićkom polju je, poslije prodora osmanlijske vojske preko Drine na Cvilinsko polje bio jedan od najsnažnijih bosanskih otpora nadolazećoj osmanlijskoj imperiji. Legenda o tri poginula brata (šehida) u toj bitci, na svojevrstan način, do danas ilustrira poštovanje stanovništva vrbanjske doline herojstva branitelja. Prema ustaljenoj inačici, oni su mrtvi nosili vlastite glave sve do Večića. Na navodnom mjestu njihove smrti, njima u spomen,  na Večićkom polju podignuta su tri turbeta. U lokalnimi širim pučkim predajama se, i bez toga, već stoljećima veliča junaštvo bosanske vojske, unatoč velikom broju izginulih boraca na obje sukobljene strane.
Svojevrsna regionalna atrakcija nekada su bili redovni aliđunski (ilindanski, Sveti Ilija) vašari na Većićkom polju, svakog 2. kolovoza. Vjerojatno je to bilo tradicionalno zborište starobosanskih obreda, a potom i memorijalno dovište za odavanje poštovanja davne bitke i njenih šehida. Drevno turbe u središnjici zborišta ima status nacionalnog spomenika kulture u BiH. U poraću nema Večićkih (privrednih, kulturnih zabavnih, tj. općih vašara, jer se u susjednim Vrbanjcima na Aliđun priređuje (kontra)zbor oko lokalne crkve. Takvih zborovanja prije rata nije bilo. Sada pažnju u ljetnom periodu privlače Vilen(j)ske vode i kanjon Cvrcke.

### Rat u Bosni i Hercegovini
U proljeće 1992. srpske (para)vojne i policijske anage su započele „etničko čisćenje“ u cijeloj dolini Vrbanje, od Kruševa Brda do Banje Luke. Bošnjaci i Hrvati masovno su ubijani, a preostali su prognani. Njihova naselja su „do temelja" devastirana, ključujući i male dvorišne objekte.
Zahvaljujući zaštićenosti dubokog i nepristupačnog klanca Cvrcke (posebno sa skendervakufske strane,  Bošnjaci Večićkog polja su, na sjeverozapadu srednje Bosne, najduže odolijevali neravnopravnim napadima srpskih (para)vojnih snaga, uključujući i zrakoplovstvo JNAu. Pokušali su sve da „ne osramote“ svoje daleke pretke. Zatim su se, uz ogromne žrtve, povukli prema slobodnom travničkom teritoriju. Iako u potpunom okruženju, Većićani i pridošli prognanici iz okolnih sela, organizirali su snažan otpor suprotstavljajući se višestruko nadmoćnijem neprijatelju. Zrakoplovi Ratnog zrakoplovstva bivše JNA višekratno su nadlijetali i bombardirali područje sela –  projektilima velike razorne moći. Nakon pola godine teških borbi, opterećeni velikim brojem ranjenika, u kroničnoj nestašici hrane i streljiva oko 500 boraca kreće u proboj. Uz njih je bio i veliki broj civila. Jedna od skupina (oko 200 ljudi), u proboju je zarobljena i odvedena u zgradu osnovne škole u Grabovici, gdje joj se gubi svaki trag. Prema do sada dostupnim podatcima (sa svjedočenja na tribunalu MKSJ u Haagu), većina njih brutalno je pogubljena. Kolona od njih preko 180 je zarobljena na području Grabovice, gdje im se gubi svaki trag; njihovi posmrtni ostatci još uvijek nisu pronađeni. To se posebno odnosi na Večiće, Hrvaćane, Hanifiće, Gariće, Orahovu, Rujevicu.
Sva okolna hrvatska i bošnjačka sela, također su devastirana, a lokalno stanovništvo ubijano ili prognano. Za zločine nad stanovnicima spomenutih naselja još niko nije osuđen, unatoč brojnim dokazima.

### Postdaytonsko doba
Večićko polje je jedan od pozitivnijih primjera uspješno realizovanog projekta povratka prognanika. Međutim, bošnjačka djeca večićkog područja, u osnovnoj školi Sveti Sava u Vrbanjcima, zbog opstrukcije lokalne vlasti, još uvijek ne ostvaruju svoja osnovna ljudska prava po međunarodnim i ustavnim odredbama i nemaju nastavu na materinskom bošnjačkom jeziku.
Tradicijski večićki vašari (svakog Aliđuna, 2. kolovoza) se od 1992. ne održavaju iz „sigurnosnih razloga“, jer aktualne vlasti organiziraju vjerski ilindanski (kontra)zbor kod crkve u susjednim Vrbanjcima. U predratnim vremenima takvog okupljanja nije bilo.